# ベルンカステル＝クース
ベルンカステル＝クース (独: Bernkastel-Kues、ドイツ語発音: [ˌbɛɐ̯nkastəlˈkuːs]) はドイツ連邦共和国 ラインラント＝プファルツ州ベルンカステル＝ヴィットリヒ郡のモーゼル川中流域にあるワイン醸造の中心地として有名な市。ベルンカステル＝クース連合自治体 (独: Verbandsgemeinde Bernkastel-Kues) の行政庁所在地となっている。
また、博学者で中世の神学者・哲学者として有名なニコラウス・クザーヌスの生誕地はクースである。

## 姉妹都市
- カルロヴィ・ヴァリ(英: Karlovy Var、独: Karlsbad) （チェコ）
- ヴェーレン(Wehlen) （ザクセン州）
- ミルトン・キーンズ(Milton Keynes) （イギリス）
- オトムフフ(波: Otmuchów、独: Ottmachau) （ポーランド）